# Dzongkar
Dzongkar, uitgebreider Khyungdzong karpo, vertaald Witte Vesting (van de Garoeda) is de naam van een burcht van de koningen van Mangyul Gungthang die onder de jurisdictie van de sakyaorde over de regio's Dzongka, Gyirong en Mustang heersten. De vesting ligt in Zuidwest-Tibet ten noorden van het dal van de Kyirong aan de bovenloop van de Zhorong Tsangpo.
De burcht ligt - zoals Tibetanen hem beschreven - als een aan de hemel zwevende garoeda. Hij staat op de top van een plateau tussen twee rivieren, de Zhorong Tsangpo en een zijrivier ervan, die 50 meter dieper liggen. De burcht had vroeger een ringmuur. Naast het koninklijke paleis bevindt zich binnen de vestingsmuren de Gungthang Tsuglagkhang (gung thang gtsug lag khang), een belangrijk heiligdom van de Mangyul Gungthang en de trekpleister van de burcht begin 21e eeuw.